# Тайбай
Тайба́й (каз. Тайбай, до 2007 г. — Звени́городка) — аул в Ерейментауском районе Акмолинской области Казахстана. Административный центр Тайбайского сельского округа. Код КАТО — 114641100.

## География
Аул расположен возле одноимённого озера, в южной части района, на расстоянии примерно 12 километров (по прямой) к юго-западу от административного центра района — города Ерейментау.
Абсолютная высота — 367 метров над уровнем моря.
Климат холодно-умеренный, с хорошей влажностью. Среднегодовая температура воздуха положительная и составляет около +3,7°С. Среднемесячная температура воздуха в июле достигает +19,8°С. Среднемесячная температура января составляет около -14,8°С. Среднегодовое количество осадков составляет около 420 мм. Основная часть осадков выпадает в период с мая по август.
Ближайшие населённые пункты: село Ельтай — на юге, город Ерейментау — на северо-востоке.
Через аул проходит автодорога областного значения — КС-2 «Ерейментау — Еркиншилик — Аршалы».
Проходит Южно-Сибирская железнодорожная магистраль, имеется станция «Едыге».

## Население
В 1989 году население аула составляло 1699 человек (из них казахи — 31 %, украинцы —  28 %, русские — 23 %).
В 1999 году население аула составляло 1401 человек (698 мужчин и 703 женщины). По данным переписи 2009 года, в ауле проживало 1288 человек (647 мужчин и 641 женщина).
в 2025 году население аула составило 1102 человек.
| Численность населения | Численность населения | Численность населения |
| 1989                  | 1999                  | 2009                  |
| --------------------- | --------------------- | --------------------- |
| 1699                  | ↘1401                 | ↘1288                 |

## Улицы[7]
- квартал 17
- ул. Ахметжана Канапьянова
- ул. Алихана Бокейханова
- ул. Ұлы Дала
- ул. Алаш
- ул. Каукена Кенжетаева
- ул. Шұғыла
- ул. Сарыарка
- ул. Хамита Ергалиева
- ул. Юрия Гагарина
- ул. Жібек жолы